# أخوات في الإسلام
أخوات في الإسلام هي منظمة مجتمع مدني ماليزية تلتزم بتعزيز حقوق المرأة تحت إطار الإسلام وحقوق الإنسان العالمية. وجهودها لتعزيز حقوق المرأة المسلمة مؤسسة على مبادئ المساواة والعدل والحرية المفروضة من القران. وتعمل الأخوات في الإسلام بالتركيز على تحدي القانون والسياسات التي تقوم بالتمييز ضد المرأة باسم الإسلام وعلى سبيل المثال فإنها تتناول القضايا التي تغطيها العائلة الماليزية المسلمة وقانون الشريعة مثل تعدد الزوجات وزواج الأطفال والشرطة الأخلاقية والنظرية الإسلامية القانونية والفقهية والحجاب والحياء والعنف ضد المرأة والحدود. اليوم توسعت مجالات العمل لتشمل قضايا أكبر من الديموقراطية وحقوق الإنسان والدستور وكذلك حثت على مراعاة مبادئ حقوق الإنسان والمعاهدات الدولية والاتفاقيات التي وقعتها الحكومة الماليزية، ثم بدأت في أتخاذ مواقف عامة ذات أهمية حاسمة في مواجهة محاولات ملاحقة المسلمين الذين يرتدون عن الإسلام والجهود.

## نبذة
تحت هذه النشاطات كان الاعتقاد الراسخ كمجموعة معنية تعمل من أجمل مجتمع أفضل، ومنظمة الأخوات في الإسلام لا يمكن أن تعزل نفسها عن حقوق الإنسان والحركات الديمقراطية في البلاد. ويجب أن تكون هناك حركة من أجل العدالة بين الجنسين بالضرورة كجزء من حركة الحقوق الإنسان الكبرى والعكس بالعكس. تمكين الحماية وتوسيع مساحة الديمقراطية للمجتمع المدني من الازدهار «ودعم الحريات الأساسية للدستور الماليزي» هي مسؤوليات جميع المواطنين، لذلك هذه الحريات التي تمكنت بالخروج هي جماعات مثل منظمة أخوات في الإسلام.
من خلال خبرة المفسرة أمينة ودود (خبيرة في التفسير) تعمل المجموعة بنشاط في أنها درست نموذج اجتماعي وتاريخي ووحي ككل من التأويل القرآني، وهذا من آيات قرآنية معينة. وأطلعت المجموعة على لغة النص وبنيته البنائية والنحوية، وبدأوا في النص ككل لفهم منظورة للعالم. سمحت هذه المنهجية جنبا إلى جنب واجهة مثيرة في الظهور بين اللأهوت والتفسير من جهة، والوقائع اليومية للنساء المسلمات داخل السياق الاجتماعي والقانوني المعاصر من جهة أخرى.
مهمتهم هي تعزيز مبادئ المساواة بين الجنسين والعدالة والحرية وكرامة الإسلام وتمكين المرأة ليكونوا دعاة للتغيير. وهي تسعى إلى تعزيز إطار حقوق المرأة في الإسلام والتي تأخذ في عين الأعتبار تجارب المرأة والحقائق، وانهم يريدون القضاء على الظلم والتمييز التي قد تواجهها المرأة عن طريق تغيير العقليات التي قد عقد المرأة في أن تكون أقل شأنا من الرجال. وأنها ترغب في زيادة قوانين المعرفة والإصلاح العامة والسياسات في إطار العدالة والمساواة في الإسلام.
عقد قادة الأخوات في الإسلام ما يلي: "نحن نتمسك بالروح الثورية للإسلام، ونحن نعتقد أن الإسلام لا يقر اضطهاد المرأة وحرمانها من حقوقها الأساسية للمساواة وكرامة الإنسان. ونحن نشعر بحزن عميق أن الدين قد استخدم لتبرير الممارسات والقيم الثقافية التي يعتبر النساء أقل شأنا وتابعة للرجل ونحن نعتقد أنه من الممكن لهذا أنه قد جعل الرجال مسيطرون لتفسير النص القرآني.

## تاريخ
إذا كان الله تماما كما هو الإسلام، فلماذا القوانين والسياسات أنشأت الظلم باسم الإسلام؟هذا كان السؤال الملح الذي واجهه الأعضاء المؤسسين للأخوات في الإسلام عندما كانوا يبحثون عن حلول لمشكلة التمييز ضد النساء المسلمات باسم الإسلام.
أسست الأخوات في الإسلام في عام 1988م وسجلت باعتبارها منظمة غير حكومية في عام 1993م تحت مسمى منتدى الاخوات في الإسلام ماليزيا. مسمى الاخوات في الإسلام احتفظ به لاسم المؤلف. شاركن سبعة نساء لتأسيس الاخوات في الإسلام وهن: زينة أنور وأمينة ودود وأسيكه ادم ونوراني عثمان ورشيده عبد الله وروز إسماعيل وشريفة زوريه الجيفري.هـ.

## انتقادات
وجهت منظمة أخوات في الإسلام الانتقادات للجهات الدول الإسلامية وغير الإسلامية المحافظة بسبب آرائهم. موقفهم على سبيل المثال: تعزيز الزواج من واحدة باعتباره المثل الأعلى بالقران واعترض من قبل وزارة التنمية الإسلامية. والمجموعة أيضا قد وجهت الغضب للحزب الإسلامي الماليزي لانتقاد نظام تقييم الأداء كلنتن بيل الشرعية الجنائية على أساس أنها تميز ضد المرأة الماليزية وتفرض عقوبة الإعدام بتهمة الردة في عام 1993 . في عام 2009 دعا الحزب الإسلامي الماليزي للأخوات في الإسلام للتحقيق وقام بإعادة تأهيل أعضائها.
في عام 2010 رفعت الجمعية الماليزية لمسجد الشباب دعوى قضائية ضد الأخوات في الإسلام، زاعما إساءة استخدام كلمة «الإسلام» في اسم المنظمة. ومع ذلك أضربت المحكمة العليا من تطبيقها.وزعمت الجماعات اليمينية الأخرى أن الاخوات في الإسلام يسئن للمبادئ الدينية ردا على جهود الاخوات في الإسلام لإيقاف السلطات من ضرب امرأة حكمت عليها المحكمة الشرعية لشربها الجعة في الأماكن العامة.
في عام 1014 المجلس الديني الإسلامي لسلاغور<nowiki> أصدر فتوى معلنا فيها أن الاخوات في الإسلام مثل أي منظمة تعزز الليبرالية الدينية والتعددية المنحرفة عن تعليم الإسلام. وفقا للمرسوم فإن المنشورات التي تعتبر معززة للفكر الديني الليبرالي والتعددي أعلنت مصادرته وانه غير قانوني بينما وسائل الاعلام أيضا مرصدة ومقيدة. كما أن الفتاوي ملزمة قانونيا في ماليزيا والاخوات في الإسلام تمثل تحديا على أساس الدستور.